# Bake-zōri
El Bake-zōri (化け草履; „gnomo sandalia“) es una criatura mitológica de folklore en Japón. Es una criatura del grupo de Yōkai (妖怪; „demonios“) y es muy conocido y popular en Japón.

## Descripción
El Bake-zōri parece una sandalia de paja trenzada. En Japón, se cree que después de 100 años, ciertas prendas de vestir reciben un espíritu. Cuando un alma cabalga en una sandalia, entonces esta sandalia cobra vida. Entonces ella tiene un ojo, dos brazos, dos piernas y una boca. El Bake-zōri debería correr por la casa y cantar fuerte: „¡dame tres ojos y dos dientes!“. También grita muchas tonterías. Bake-zōri también deben aparecer en parejas, entonces son particularmente ruidosos y molestos. O se escaparán para siempre.

## Fondo de la leyenda
En Japón, la gente se refiere a los objetos animados como Tsukumogami (付喪神; „espíritu artefacto“). Supuestamente surgen entonces, si una prenda de vestir o una mercancía descuidado durante cien años. El alma en el objeto se vuelve triste e inquieta y ella exige atención. Es por eso que Bake-zōri está actuando tan mal. Los historiadores y los demonólogos Sasaki Kizen y Yanagita Kunio creen que el nombre originalmente significaba cualquier tipo de calzado embrujado. La canción que cantan (se llama „Kararin“ y es una canción infantil) se burlarán de los zuecos Geta. Las leyendas que rodean a Bake-zōri se conocen desde la Periodo Muromachi. Son tan populares que aparecen en dibujos animados y como juguetes.